# Becadell de l'Himàlaia
El becadell de l'Himàlaia (Gallinago nemoricola) és una espècie d'ocell de la família dels escolopàcids (Scolopacidae). Habita zones pantanoses i praderies humides, criant a l'Himàlaia, des de Nepal cap a l'est fins al sud-oest de la Xina. Passa l'hivern més cap al sud, arribant al nord de Laos i del Vietnam.